# Elena Perianu
Elena Perianu (n. 7 decembrie 1957, București, România) este o solistă vocală, pianistă, compozitoare și artist plastic din România. Este membră a Uniunii Compozitorilor și Muzicologilor din România din 1996 și membră a Uniunii Artiștilor Plastici din România, Secția artă religioasă și restaurare.

## Biografie
Elena Perianu a absolvit Facultatea de muzică, Compoziție muzicală și Muzicologie a Conservatorului „Ciprian Porumbescu” din București în anul 1980.

### Activitate muzicală
A făcut parte din mai multe grupuri muzicale: Grupul Stereo, 5T, Trison, Sfinx Experience și Roata. La începutul anilor 1980, a cântat alături de Crina Mardare în grupul de synthpop, Stereo, melodii compuse de Adrian Enescu. Single-ul „Dansul timpului/În vis” (1981) și albumul, „Grupul Stereo” (1985) au apărut la Electrecord. Din anul 1987, duetul a făcut backing vocals pentru formația Sfinx Experience, alături de care vor face turnee în Danemarca, Suedia, Norvegia până în anul 1988. 
Elena Perianu a părăsit formația, împreună cu chitaristul Sorin Chifiriuc, pentru a forma trupa Roata, alături de basistul Valentin Badea. Primul concert a avut loc pe 14 decembrie 1988, la Institutul de Arhitectură „Ion Mincu” din București. 
În 1990 a participat alături de formația Roata la festivalul Sanremo Liberta, secțiune rezervată formațiilor din estul Europei. În același an, a participat la Festivalul de la Bruxelles, alături de formația Holograf. Membrii formației Roata au fost invitați să cânte și la Festivalul „Le Printemps de Bourges” din Franța, prilej cu care au realizat un interviu pentru MTV.
În 1991 au apărut pe discul Formații rock românești, disc pe care l-au împărțit cu grupul timișorean Foileton. Au participat la Festivalul Rock '92 (sub denumirea de Electric Red Roosters). În 1992, a apărut primul și singurul lor LP, „Va fi, Lazăre, va fi!”.
Începând cu anul 2000 a predat cursuri de pian.
În anul 2012, a publicat la editura Humanitas, metoda de pian Micul pianist.

## Discografie
Albume
- 1985 – Grupul Stereo – „Grupul Stereo” (Electrecord)[10]
- 1990 – Foileton/Roata – Formații rock 13 (Electrecord)[11][4]
- 1992 – Roata – „Va fi, Lazăre, va fi! (Eurostar)[12][4]

Single-uri
- 1981 – Grupul Stereo – „Dansul timpului/În vis”
- 1982 – Grupul Stereo – „Cântă universul/Fir de nalbă”